# Maëva Orlé
Maëva Orlé (Parigi, 8 maggio 1991) è una pallavolista francese.
Gioca nel ruolo di centrale e opposto.

## Carriera
La carriera di Maëva Orlé inizia nelle giovanili del Plessis-Robinson Volley-ball nel 2001, club nel quale milita fino al 2007 quando entra a far parte del progetto federale del Institut Fédéral de Volley-ball di Tolosa; nel 2009 ottiene le prime convocazioni nella nazionale francese.
L'esordio nella pallavolo professionistica avviene nella stagione 2010-11 quando è ingaggiata dall'Entente Sportive Le Cannet-Rocheville Volley-Ball, in Ligue A, con cui si aggiudica la Coppa di Francia 2014-15.
Nella stagione 2015-16 si accasa all'ASPTT Mulhouse con cui resta due annate, vincendo lo scudetto 2016-17, mentre nella stagione 2017-18 veste la maglia del Saint-Cloud Paris SF, sempre in Ligue A.

## Palmarès

### Club
- Campionato francese: 1

2016-17
- Coppa di Francia: 1

2014-15